# Trzęsienie ziemi w Gölcük (1999)
Trzęsienie ziemi w Gölcük – trzęsienie ziemi o sile 7,6 stopnia w skali Richtera, które miało miejsce 17 sierpnia 1999 i trwało 37 sekund. Nawiedziło północno-zachodni obszar kraju, a jego epicentrum miało miejsce w Gölcük, niedaleko Izmitu. W wyniku trzęsienia ziemi zginęło ponad 18 tysięcy osób, co czyni kataklizm jedną z największych katastrof, jaka miała miejsce w Turcji od zakończenia II wojny światowej.

## Trzęsienie
Silne trzęsienie ziemi spowodowało, że zawaliło się wiele gecekondular. Według oficjalnych danych zginęło ponad 17 tysięcy osób. Rannych zostały 43 tysiące osób, 214 tysięcy budynków mieszkalnych  i 30 tysięcy budynków handlowych zostało uszkodzonych, z czego 20 tysięcy się zawaliło.
Niemal 10 tysięcy ofiar zginęło w samym mieście Gölcük oraz jego najbliższych okolicach.